# Maria Gianni
Maria Gianni (Trieste, 1886 – Vienna, 1943) è stata una patriota e poetessa italiana.

## Biografia
Maria Gianni nacque nel 1886 a Trieste in una famiglia della borghesia locale. La città faceva allora parte dell’Impero austro-ungarico e viveva un importante sviluppo economico, che si univa a fermenti di carattere politico e culturale: le élite della comunità italiana avevano infatti per la maggioranza abbracciato il credo irredentista, auspicando la «redenzione» della Venezia Giulia e il suo ricongiungimento al Regno d'Italia. Con questo proposito erano state fondate varie associazioni a carattere nazional-patriottico, fra cui la Società di Minerva e la Pro Patria (sciolta dalle autorità austriache e rifondata come Lega Nazionale). Questo impegno civile era condiviso da molte donne, provenienti dalle classi agiate e colte, che a Trieste godevano di un’autonomia in controtendenza rispetto agli standard del periodo e che si dedicavano sovente alla scrittura: fra di esse, Caterina Croatto Caprin, Enrica Barzilai Gentili, Elda Giannelli (amica del poeta Filippo Tommaso Marinetti), Elody Oblath Stuparich (consorte dello scrittore Giani Stuparich).
Maria Gianni, dopo aver completato gli studi, divenne insegnante di italiano e tedesco al Secondo Liceo femminile di Trieste, scuola che era «il punto di raccolta della gioventù borghese italiana, e spesso di quella nazionalista, creando una sorta di identificazione tra scuola e patria che fece specialmente leva, per propria natura, sull’elemento “donna"». 
Nel maggio del 1915 l’Italia entrò in guerra contro l’Austria. Maria Gianni iniziò a scrivere segretamente alcune poesie in cui attaccava l’Impero e inneggiava all'arrivo dell’esercito italiano liberatore. In particolare, il 13 agosto, per commentare i forzati imbandieramenti per le vittorie austriache, scrisse:

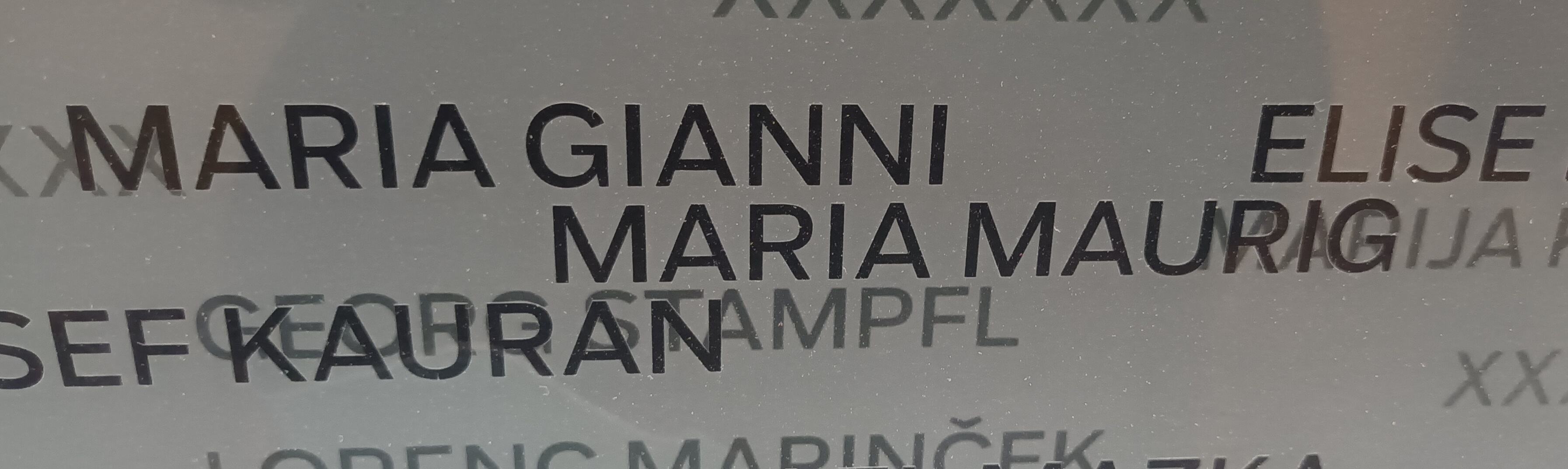
Il nome di Maria Gianni ricordato fra i prigionieri detenuti al Castello di Lubiana, in un pannello attualmente presente sul luogo

La giovane insegnante chiuse il foglio, con il testo scritto macchina, in una bottiglia che venne gettata in mare da una sua amica, a Barcola. La bottiglia "approdò" poi sulla riva italiana, come l’autrice sperava, e il testo fu pubblicato sul Corriere della Sera. Questo ardimento non fu però privo di conseguenze: una copia della poesia venne infatti scoperta dalla polizia in un cassetto della sorella Concetta, impiegata alla Riunione Adriatica di Sicurtà. Maria Gianni, tre sue colleghe e la sorella furono arrestate con l’accusa di "alto tradimento" e incarcerate prima a Trieste e in seguito nel Castello di Lubiana. Nel 1916 le cinque giovani furono assolte per mancanza di prove. Nonostante l’esito del processo, non riguadagnarono la libertà e furono internate nel campo di Oberhollabrunn (Flüchtlingslager Oberhollabrunn), nella Bassa Austria, dove venivano confinati anche dissidenti e in generale persone la cui lealtà verso l'Impero fosse dubbia.
Maria Gianni fu presumibilmente liberata poco prima della fine della guerra e scrisse un Inno alla Terza Armata, poi inserito in una raccolta edita da Treves. Nel novembre del 1918 l’Austria fu definitivamente sconfitta e la Gianni accolse con gioia l’arrivo delle truppe italiane a Trieste: «Cantiamo liberi/l’inno di gloria,/esulti il popolo/e la città/nel grido unanime/della vittoria:/Viva l’Italia!/La libertà!». 
Tra il 1918 e il 1919 scrisse su L’Alabarda. Rassegna mensile le sue memorie del periodo di prigionia; la rivista però chiuse dopo sette numeri (i redattori la lasciarono per partecipare all'impresa fiumana) e parte dei suoi scritti rimase inedita. Nel 1919 uscì, per i tipi della casa editrice Cappelli, la raccolta dei suoi versi patriottici, con il titolo di Alto tradimento, che l’autrice dedicava significativamente alle madri e alle spose dei soldati italiani caduti:
A questo periodo risale anche la scrittura di due poesie in dialetto triestino, incluse nell'antologia Trieste vernacola. L’esperienza della detenzione, però, lasciò un pesante trauma nella sua mente, tale da precludere forse un pieno ritorno alla vita sociale e mondana. Nel 1933 decise infatti di prendere i voti, con il nome di Maria Agnella, presso una congregazione diffusa nel mondo germanico. Si spense a Vienna, ex capitale dell’Impero tanto osteggiato, nel 1943.